# Johann Gottfried Tympe
Johann Gottfried Tympe (* 16. Oktober 1699 in Biederitz; † 28. Juni 1768 in Jena) war ein deutscher orientalischer Philologe und evangelischer Theologe.

## Leben
Johann Gottfried war Sohn des Pfarrers Simon Tympe (* 1665 in Burg; † 12. Februar 1729 in Biederitz) und dessen am 19. Januar 1697 in Biederitz geheirateten zweiten Frau Anna Magdalena Siegfried (get. 25. April 1671 in Burg; † 6. März 1729 in Biederitz), Tochter des Pfarrers in Burg Simon Benedikt Siegfried (* 10. November 1637 in Burg; † 13. Juni 1680 ebd.).
Nachdem er vom Vater die erste Anleitung erhalten hatte, wurde er durch Privatlehrer ausgebildet. Danach besuchte er die Schule in Burg (bei Magdeburg) und die Domschule in Magdeburg. Während seiner Ausbildung hatte er eine besondere Vorliebe für orientalische Sprachen entwickelt. So vorgebildet, immatrikulierte er sich am 28. September 1717 an der Universität Jena. Hier wurde vor allem Johann Andreas Danz sein prägender Lehrer. Zudem besuchte er die Vorlesungen zur Philosophie bei Johann Jacob Syrbius, mathematische Kenntnisse vertiefte er bei Johann Bernhard Wiedeburg, mit Physik, Anthropologie und Anatomie machte er sich bei Hermann Friedrich Teichmeyer bekannt und sein theologischer prägender Lehrer wurde Johann Franz Buddeus.
Am 17. Mai 1721 erwarb er den akademischen Grad eines Magisters der Philosophie und am 16. Mai 1722 das Vorleserecht an Hochschulen als Magister legens. Am 31. Januar 1723 wurde er Adjunkt der philosophischen Fakultät in Jena. Am 18. August 1734 ernannte man ihn zum außerordentlichen Professor der orientalischen Sprachen, am 13. September 1738 wurde er ordentlicher Professor der klassischen und orientalischen Sprachen und 1761 Professor der Theologie. Tympe beteiligte sich auch an den organisatorischen Aufgaben der Salana. So war er Dekan der philosophischen Fakultät gewesen und in den Sommersemestern 1744, 1754 sowie 1768 Rektor der Alma Mater. Das Mitglied mehrerer Gelehrtengesellschaften verstarb in seiner letzten Amtszeit als Rektor. Er hatte sich vor allem Verdienste in der hebräischen Lexikographie und durch seine Arbeiten zur Partikellehre einen Namen erworben.
Tympe hatte sich anscheinend mit einer Schwester des Jenaer Superintendenten Johann Georg Zeissing (* 14. Juli 1709 in Großenlupnitz; † 1. Oktober 1760 in Jena) verheiratet. Die Tochter Ernestina Catharina Tympe († 1762) verheiratete sich im Oktober 1761 mit Johann Heinrich Vincent Nölting, der Sohn Johann Gottfried Tympe (* Jena; † 16. März 1758 in Jena) starb als Student. Als weitere Tochter ist Johanna Sophia Christiana Tympe namentlich bekannt.

## Werke (Auswahl)
- Cvltvs Divinvs Veteris Testamenti Ad Stata Loca Restrictvs .... (Resp. Heinrich Richard Maertens) Ritter, Jena 1723. (Digitalisat)
- Schediasma, quo iterandae, editionis Concordantiarum Ebraeo-Chaldaicarum Christ. Noldii novamque Concordantiarum pronominum tam separatorum, quam connexorum, nec non nominum propriorum Scripturae sacrae V. T. originalis rationes exponuntur. Jena 1723
- ... seu prima quinque Geneseos capita et pars sexti Ebraice; recensuit et singularum vocum rationem grammaticam secundum principia Danziana exposuit in usum auditorum. Jena 1728, Jena 1736. (Online)
- Forma verborum perfectorum Ebraicorum, Chaldaicorum, Syriacorum atque Arabicorum communis et harmonica, in tabulis compendiose exhibita et descripta. Jena 1728.
- Forma Arabicorum verborum perfectorum descripta etc. Jena 1728.
- Exercitatio prima. Tabernaculum divinae praesentiae sedes. Partis prioris Sectio prima. Jena 1731
- Diss. I et II de descensu nubis gloriae in sanctuarium ante consecrationem Aaronis facto, adversus Talmudistas et veteres Ebraeorum commentatores. Jena 1731, Jena 1733.
- Typus Ebraicorum pronominum separatorum et suffixorum omnium, nec non verborum perfectorum comunissima forma. Jena 1732. (Online)
- Commentatio critica, in distinctam antiquorum Ebraeorum scriptionem esse recens commentum Moriniarum, certitudini divinarum litterarum longe perniciosissimum, ostendens. Jena 1739. (Online), Jena 1750 (Online)

### Herausgeberschaften
- Christiani Noldii In Reg. Acad. Haun. SS. Theol. D. Et P.P. Concordantiae Particularum Ebraeo-Chaldaicarum : In Quibus Partium Indeclinabilium Quae Occurrunt In Fontibus Et Hactenus Non Expositae Sunt In Lexicis Aut Concordantiis Natura Et Sensuum Varietas Ostenditur. Digeruntur Ea Methodo Ut Lexici Et Concordantiarum Loco Simul Esse Possint. Accommodantur Huc Etiam Particulae Graecae Conferuntur Versiones Et Multa Scripturae Loca Ita Explicantur Ut Ubi Tenebrae Vel Dissensiones Sunt Adiungantur Annotationes Et Vindiciae. Jena 1734 (Online)
- Jo. Andr. Danzii Interpres Ebraeo - Chaldaeus, omnes utriusque linguae idiotismos dextre explicans, ad genuinum Scripturae sacrae sensum rite indagandum accommodatus. Jena 1754 (Online)